# Adelaide (Name)
Adelaide ist ein weiblicher Vorname.

## Herkunft und Bedeutung
Adelaide ist eine italienische, portugiesische oder englische Variante des Vornamens Adelheid und bedeutet „von edler Art“ oder „von edlem Wesen“. Der Name wird jeweils etwas anders ausgesprochen, wie auch die französische Namensform Adélaïde. Die spanische oder ungarische Variante ist Adelaida, Polnisch Adelajda.
Ältere Namensformen sind Adelayda, Adelaydis oder Adelasia.
Häufig wird der Name mit Maria zu einem Doppelnamen verbunden: Maria Adelaide.

## Namensträgerinnen

### Adlige
- Adelaide di Borgogna, Adélaïde de Bourgogne, Adelheid von Burgund (931/32–999), Königin von Italien, Königin von Ostfranken, Kaiserin, Heilige
- Adelaide di Susa, auch Adelaide di Torino (1016–1091), Markgräfin von Turin
- Adelaide di Savona (1072–1118), Gräfin und Regentin von Sizilien und Königin von Jerusalem
- Adelaide von Brabant (≈1190–1261/67), Gräfin von Looz, Gräfin von Auvergne und Gräfin von Boulogne

### Englische Namensform
- Adelaide Ames (1900–1932), US-amerikanische Astronomin
- Adelaide Amurane (* 1960), mosambikanische Wirtschaftswissenschaftlerin und Politikerin (FRELIMO)
- Adelaide Aquilla (* 1999), US-amerikanische Leichtathletin
- Adelaide Bartlett (1855–?), mutmaßliche Mörderin (?)
- Adelaide Boddam-Whetham (1860–1954), britische Bogenschützin
- Adelaide Smith Casely Hayford (1868–1960), sierra-leonische Feministin, Rechtsanwältin und Schriftstellerin
- Adelaide Clemens (* 1989), australische Schauspielerin
- Adelaide Crapsey (1878–1914), US-amerikanische Dichterin
- Adelaide Hawley Cumming (1905–1998), US-amerikanische Schauspielerin und Rundfunkmoderatorin
- Adelaide Damoah (* 1976), britische Malerin und Performance-Künstlerin ghanaischer Abstammung
- Adelaide Hall (1901–1993), US-amerikanische Jazz-Sängerin und Schauspielerin
- Adelaide Herrmann (1853–1932), US-amerikanische Zauberkünstlerin
- Adelaide Hicks (1845–1930), neuseeländische Stewardess, Hebamme, Krankenschwester und Sozialarbeiterin
- Adelaide Ironside (1831–1867), australische Malerin
- Adelaide Johnson (1859–1955), US-amerikanische Bildhauerin
- Adelaide Kane (* 1990), australische Schauspielerin
- Adelaide Kemble (1815–1879), britische Sängerin (Sopran) und Schriftstellerin
- Adelaide Kötter SSpS (1907–1943), deutsch-amerikanische römisch-katholische Ordensfrau, Missionarin und Märtyrin
- Adelaide Lambert (1907–1996), US-amerikanische Schwimmerin
- Adelaide Hanscom Leeson (1875–1931), US-amerikanische Malerin und Fotografin
- Adelaide Livingstone (1881–1970), britische politische Aktivistin und Pazifistin
- Adelaide Manning (1828–1905), englisch-britische Journalistin und Herausgeberin
- Adelaide McGuinn Cromwell (1919–2019), US-amerikanische Soziologin
- Adelaide O’Keeffe (1776–1865), irische Schriftstellerin und Kinderdichterin
- Adelaide Anne Procter (1825–1864), englische Dichterin und Philanthropin
- Adelaide Alsop Robineau (1865–1929), US-amerikanische Porzellanmalerin und Keramikerin
- Adelaide Ross (1896–1993), englische Schriftstellerin
- Adelaide Sinclair (1900–1982), kanadische Beamtin und Kommandantin
- Adelaide Gail Sloatman (1945–2015), US-amerikanische Unternehmerin, siehe Gail Zappa
- Adelaide Sosseh Gaye (* 1946), Menschenrechtlerin und Pädagogin aus Gambia
- Adelaide Tambo, auch bekannt als Ma Tambo (1929–2007), südafrikanische Politikerin und Bürgerrechtlerin

### Italienische und portugiesische Namensform
- Adelaide Asti (1931–2025), italienische Schauspielerin, siehe Adriana Asti
- Adelaide von Block-Quast (1896–1982), deutsche Malerin des Expressionismus
- Adelaide Cabete (1867–1935), portugiesische Geburtshelferin, Gynäkologin, Autorin und Lehrerin
- Adelaide Ditzen (1859–1939), deutsche Übersetzerin, siehe Ada Ditzen
- Adelaide Ferreira (* 1959), portugiesische Sängerin und Schauspielerin
- Adelaide Alexandrine Koekkoek (1838–1919), deutsche Malerin, siehe Adèle Koekkoek
- Adelaide Maraini-Pandiani (1836–1917), italienisch-schweizerische Bildhauerin
- Adelaide Milanollo (1870–1933), deutsche Violinistin und Musikpädagogin italienischer Herkunft
- Adelaide Nerev, Pseudonym von Verena C. Harksen (* 1942), deutsche Übersetzerin, Herausgeberin und Schriftstellerin
- Adelaide Ristori (1822–1906), italienische Schauspielerin
- Adelaide da Rosa, osttimoresische Polizistin und Generaldirektorin der nationalen Einwanderungsbehörde
- Adelaide Tosi (1800–1859), italienische Opernsängerin (Sopran) und Adlige

### Zweiter Vorname
- Maria Adelaide von Savoyen, französisch: Marie-Adélaïde de Savoie (1685–1712), Prinzessin von Savoyen, Herzogin von Burgund und Dauphine von Frankreich
- Maria Adelaide d’Asburgo-Lorena, bekannt als Adelheid von Österreich (1822–1855), Erzherzogin von Österreich, Prinzessin von Ungarn und Königin von Sardinien
- Mary Adelaide of Cambridge (1833–1897), Prinzessin von Großbritannien, Irland und Hannover, Königinmutter

- Maria Adelaide Aglietta (1940–2000), italienische Politikerin, Mitglied des Europäischen Parlaments
- Maria Adelaide de Lima Cruz (1908–1985), portugiesische Malerin, Illustratorin und Szenografin
- Marie Adelaide Belloc Lowndes (1868–1947), englische Romanschriftstellerin und Drehbuchautorin
- Maria Adelaide Nielli, bekannt als Nina Ricci (1883–1970), italienisch-französische Modedesignerin und Gründerin eines Modehauses
- Mary Adelaide Nutting (1858–1948), kanadische Krankenschwester, Pflegehistorikerin und Professorin für Krankenpflege

### Musik
- Adelaide, Opernlibretto von Antonio Salvi über die historische Figur der Adélaïde de Bourgogne, unter anderem vertont von Pietro Torri (1722), Nicola Porpora (1723), Giuseppe Maria Orlandini (1729), Antonio Vivaldi (1735),[2] und von Georg Friedrich Händel (als Lotario, 1729)
- Adelaide di Borgogna, Oper von Gioachino Rossini (1817)
- Adelaide e Comingio, Oper von Giovanni Pacini (1817)[3]
- Adelasia ed Aleramo, Oper von Giovanni Simone Mayr (1806)
- Adelaide, Kunstlied von Ludwig van Beethoven (≈1795/96)